# Bollmannia
Bollmannia là một chi của Họ Cá bống trắng

## Các loài
Chi này hiện hành có các loài sau đây được ghi nhận:
- Bollmannia boqueronensis Evermann & M. C. Marsh, 1899 (White-eye goby)
- Bollmannia chlamydes D. S. Jordan, 1890
- Bollmannia communis Ginsburg, 1942 (Ragged goby)
- Bollmannia eigenmanni (Garman, 1896) (Shelf goby)
- Bollmannia gomezi Acero P., 1981 (Colombian goby)
- Bollmannia litura Ginsburg, 1935
- Bollmannia macropoma C. H. Gilbert, 1892 (Frailscale goby)
- Bollmannia marginalis Ginsburg, 1939 (Apostrophe goby)
- Bollmannia ocellata C. H. Gilbert, 1892 (Pennant goby)
- Bollmannia stigmatura C. H. Gilbert, 1892 (Tailspot goby)
- Bollmannia umbrosa Ginsburg, 1939